# 森川宏平
森川 宏平（もりかわ こうへい、1957年6月6日 - ）は、日本の実業家。

## 人物
1957年東京都生まれ。麻布高校を経て、東京大学工学部合成化学科卒業。
1982年昭和電工入社。2003年、精密化学品部長、2005年、特殊化学品部長、2010年、化学品開発部長、2012年、電子化学品事業部長、2013年、執行役員電子化学品事業部長、2016年1月、常務執行役員最高技術責任者、同年3月、取締役常務執行役員最高技術責任者。
2017年から、代表取締役社長兼最高経営責任者。2019年、日立化成の買収に関し「世界トップクラスの機能性材料メーカー」を目指すと語った。2020年5月、日本化学工業協会会長。
2022年1月代表取締役会長。